# Kaproni Bulgarski
La Kaproni Bulgarski era una azienda aeronautica bulgara, sussidiaria dell'italiana Caproni, produttrice di velivoli Caproni su licenza oltre che di varianti progettate internamente.

## Storia
La ditta Avia, fondata come sussidiaria della ditta cecoslovacca Aero nel 1926 a Kasanlak in Bulgaria, venne acquisita nel 1930 dalla Caproni. La ditta principalmente produsse su licenza i velivoli della Casa Madre, ma sviluppò anche alcuni progetti indipendenti, come KB 11 Fazan (fagiano in lingua bulgara). Il 15 settembre 1942 la ditta venne nazionalizzata, e ribattezzata DSF Kasanlak. I direttori tecnici italiani Carlo Maria Calligaris e Picini rimasero comunque al loro posto.

## Produzione
I velivoli della ditta erano designati dalla sigla KB, seguita da un numero progressivo, a partire dal KB 1, la versione del Ca.100 prodotta in Bulgaria. I modelli prodotti su licenza spesso avevano una motorizzazione differente da quella del modello originale.
| Nome                          | Tipo                                                                           | Primo Volo |
| ----------------------------- | ------------------------------------------------------------------------------ | ---------- |
| KB 1                          | variante prodotta su licenza del Ca.100                                        |            |
| KB 2                          | biplano monomotore derivato da Ca.113                                          |            |
| KB 3 Chuchuliga(*) I          | biplano monomotore biposto evoluzione del KB 2                                 | 1936       |
| KB 4 Chuchuliga II            | biplano monomotore biposto evoluzione del KB 3                                 | 1939       |
| KB 5 Chuchuliga III           | biplano monomotore biposto da ricognizione e bombardamento evoluzione del KB 3 |            |
| KB 6 Papagal(*)               | variante prodotta su licenza del Ca.309 Ghibli                                 |            |
| KB 11 Fazan(*)                | monoplano monomotore da ricognizione                                           | 1941       |
| designazione alternativa KB 6 |                                                                                |            |

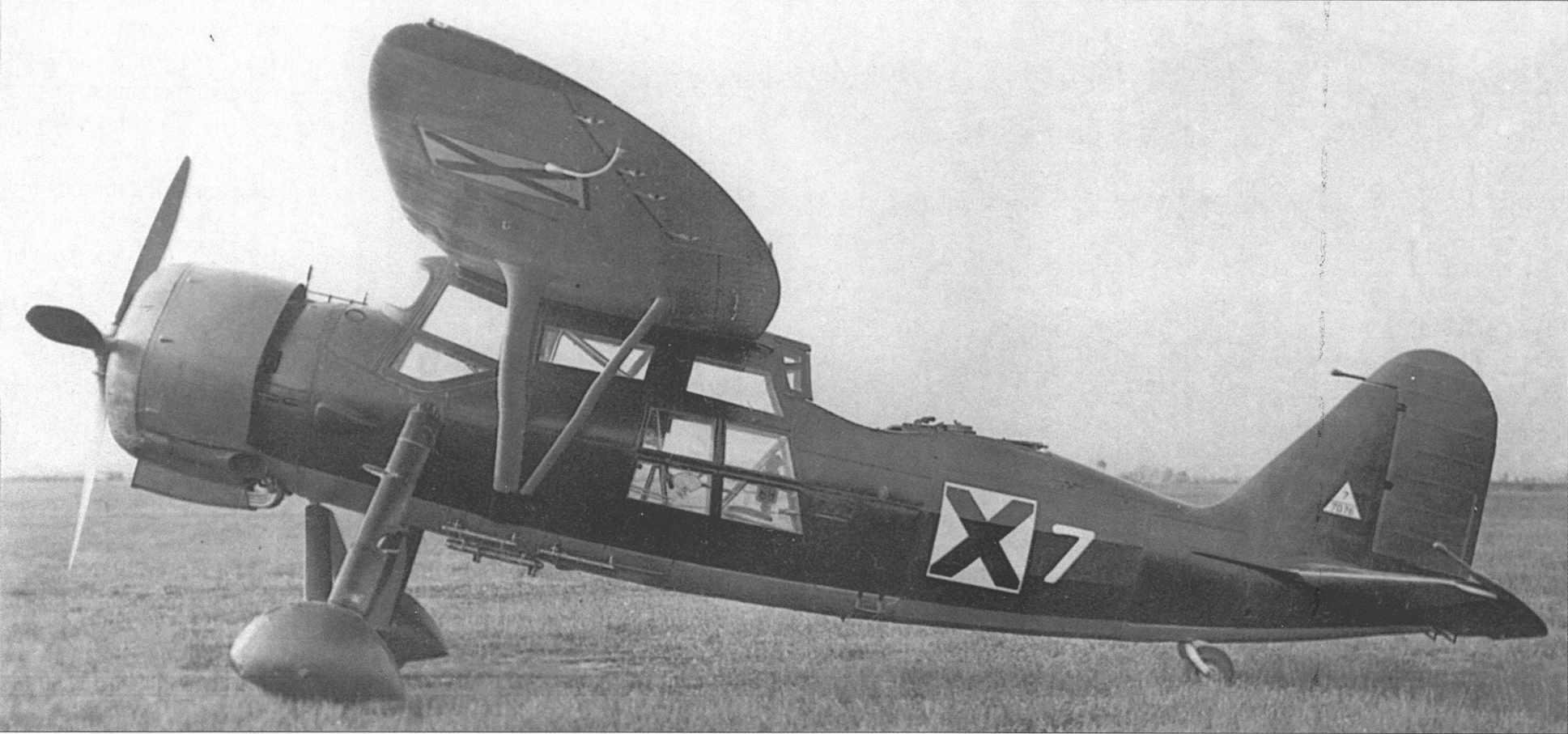
KB 11 Fazan

(*) Chuchuliga, Papagal e Fazan in lingua bulgara significano rispettivamente: Allodola, Pappagallo e Fagiano.